# 天主教英德总教区
天主教英德總教區（拉丁語：Archidioecesis Endehena）是印度尼西亞一個羅馬天主教總教區，位於弗洛勒斯島中部，下轄登巴薩、拉蘭圖卡、毛梅雷和魯滕四個教區。2006年有教友416,000人（佔當地人口超過九成）、57個堂區、162名司鐸。現任主教為雲先·森西·波托科塔。
1913年9月16日自巴達維亞代牧區分出成監牧區，1922年3月12日升為代牧區，1961年1月3日升為總教區。